# Spryginia gracilis
Spryginia gracilis är en korsblommig växtart som beskrevs av Viktor Petrovitj Botjantsev. Spryginia gracilis ingår i släktet Spryginia och familjen korsblommiga växter. Inga underarter finns listade i Catalogue of Life.